# Hovs hallar
Hovs hallar è una riserva naturale sulla punta settentrionale della penisola di Bjäre, nella contea della Scania, in Svezia. Si trova a circa 7 km a nord-est della città costiera di Torekov. La riserva è un'area di interesse geologico e le sue impressionanti pareti rocciose ospitano una varietà di uccelli marini. Si presume che l'area abbia dato il nome della provincia Halland, che significa "la terra al di là di Hovs Hallar".
La location è anche l'ambientazione per le scene di apertura di Il settimo sigillo (Det sjunde inseglet), film diretto da Ingmar Bergman nel 1957, con il cavaliere che sfida la morte a una partita a scacchi per la sua vita sulla battigia.